# ÖFB-Cup 2023-2024
La ÖFB-Cup 2023-2024 è l'89ª edizione della coppa nazionale austriaca di calcio, iniziata il 21 luglio 2023 e che terminerà il 1º maggio 2024. Il vincitore della competizione ottiene la qualificazione per la UEFA Europa League 2024-2025.
La squadra campione in carica è lo Sturm Graz, che ha sconfitto il Rapid Vienna nella finale dell'edizione 2022-2023.

## Calendario
Il programma del torneo è il seguente.
| Turno            | Incontri                     |
| ---------------- | ---------------------------- |
| Primo turno      | 20-23 luglio 2023            |
| Secondo turno    | 26-28 settembre 2023         |
| Terzo turno      | 31 ottobre - 2 novembre 2023 |
| Quarti di finale | 9-11 febbraio 2024           |
| Semifinali       | 2-4 aprile 2024              |
| Finale           | 1 maggio 2024                |

## Primo turno
Il sorteggio per il primo turno si è tenuto il 25 giugno 2023.
| Squadra 1               | Risultato       | Squadra 2           |
| ----------------------- | --------------- | ------------------- |
| 20 luglio 2023          |                 |                     |
| Neusiedl/See            | 1 – 4           | Lafnitz             |
| 21 luglio 2023          |                 |                     |
| Röthis                  | 0 – 6           | LASK                |
| Spittal/Drau            | 0 – 7           | Austria Vienna      |
| Voitsberg               | 1 – 2 (dts)     | First Vienna        |
| Deutschlandsberger SC   | 1 – 1 (5-6 dtr) | Kapfenberger        |
| Imst                    | 2 – 0           | SW Bregenz          |
| Bad Schallerbach        | 2 – 3           | WSG Swarovski Tirol |
| Flyeralarm Traiskirchen | 1 – 2           | Altach              |
| Marchfeld Donauauen     | 1 – 1 (4-2 dtr) | Weiz                |
| Parndorf                | 0 – 5           | Draßburg            |
| Elektra Vienna          | 0 – 3           | St. Pölten          |
| 22 luglio 2023          |                 |                     |
| FavAC                   | 2 – 3           | Hartberg            |
| Wolfurt                 | 0 – 1           | Austria Salisburgo  |
| Reichenau               | 0 – 2           | Dornbirn            |
| Austria XIII            | 4 – 4 (3-4 dtr) | USV St. Anna        |
| SAK Klagenfurt          | 2 – 7           | Sturm Graz          |
| Silz/Mötz               | 0 – 8           | Austria Lustenau    |
| Leobendorf              | 3 – 2           | Horn                |
| Pinzgau Saalfelden      | 3 – 2           | Bischofshofen       |
| Wallern                 | 1 – 5           | Blau-Weiß Linz      |
| Oberwart                | 1 – 3           | Stripfing           |
| Union Gurten            | 1 – 0           | Hohenems            |
| Kufstein                | 0 – 4           | Wolfsberger         |
| TuS Bad Gleichenberg    | 2 – 4           | Grazer AK           |
| Kremser SC              | 2 – 3           | Amstetten           |
| Vorwärts Steyr          | 0 – 3           | Austria Klagenfurt  |
| Hertha Wels             | 1 – 3           | Ried                |
| 23 luglio 2023          |                 |                     |
| ASK Klagenfurt          | 2 – 4           | Admira Wacker M.    |
| Ardagger                | 0 – 6           | Salisburgo          |
| Haitzendorf             | 1 – 3           | Floridsdorfer       |
| ATUS Ferlach            | 0 – 1           | Leoben              |
| Donaufeld               | 0 – 7           | Rapid Vienna        |

## Secondo turno
Il sorteggio si è tenuto il 30 luglio 2023.
| Squadra 1            | Risultato   | Squadra 2           |
| -------------------- | ----------- | ------------------- |
| 26-28 settembre 2023 |             |                     |
| Grazer AK            | 2 – 1       | Stripfing           |
| Amstetten            | 1 – 0 (dts) | Floridsdorfer       |
| Kapfenberger         | 1 – 0       | Lafnitz             |
| Dornbirn             | 2 – 3 (dts) | St. Pölten          |
| Ried                 | 1 – 2       | Wolfsberger         |
| Admira Wacker M.     | 0 – 1 (dts) | Hartberg            |
| First Vienna         | 2 – 3       | Austria Lustenau    |
| Union Gurten         | 2 – 5 (dts) | Rapid Vienna        |
| Marchfeld Donauauen  | 2 – 3       | Austria Klagenfurt  |
| Pinzgau Saalfelden   | 0 – 2       | Altach              |
| USV St. Anna         | 0 – 4       | Austria Vienna      |
| Draßburg             | 0 – 2       | Blau-Weiß Linz      |
| Imst                 | 0 – 3       | LASK                |
| Leobendorf           | 0 – 3       | Sturm Graz          |
| Leoben               | 3 – 1       | WSG Swarovski Tirol |
| Austria Salisburgo   | 0 – 4       | Salisburgo          |

## Terzo turno
Il sorteggio è stato effettuato il 1º ottobre 2023 dall'ex capitano della nazionale Markus Suttner.
| Squadra 1       | Risultato       | Squadra 2          |
| --------------- | --------------- | ------------------ |
| 31 ottobre 2023 |                 |                    |
| Leoben          | 1 – 1 (5-4 dtr) | Wolfsberger        |
| 1 novembre 2023 |                 |                    |
| St. Pölten      | 4 – 0           | Austria Lustenau   |
| Austria Vienna  | 1 – 0           | Austria Klagenfurt |
| Kapfenberger    | 0 – 0 (5-6 dtr) | LASK               |
| Hartberg        | 1 – 1 (4-5 dtr) | Salisburgo         |
| Amstetten       | 1 – 5           | Rapid Vienna       |
| 2 novembre 2023 |                 |                    |
| Altach          | 2 – 0           | Blau-Weiß Linz     |
| Grazer AK       | 2 – 3           | Sturm Graz         |

## Quarti di finale
| Squadra 1       | Risultato | Squadra 2      |
| --------------- | --------- | -------------- |
| 2 febbraio 2024 |           |                |
| LASK            | 2 – 3     | Salisburgo     |
| Sturm Graz      | 2 – 0     | Austria Vienna |
| 3 febbraio 2024 |           |                |
| Leoben          | 2 – 1     | Altach         |
| 4 febbraio 2024 |           |                |
| Rapid Vienna    | 3 – 1     | St. Pölten     |

## Semifinali
| Squadra 1     | Risultato | Squadra 2    |
| ------------- | --------- | ------------ |
| 3 aprile 2024 |           |              |
| Leoben        | 0 – 3     | Rapid Vienna |
| 4 aprile 2024 |           |              |
| Salisburgo    | 3 – 4     | Sturm Graz   |

## Finale
| Arbitro: | Jäger |

|                                 |           |           |
| Querfeld 50’ (aut.) Horvath 81’ | Marcatori | 43’ Seidl |